# HVOB
HVOB (Her Voice Over Boys) ist ein österreichisches Produzenten-Duo im Bereich der elektronischen Musik aus Wien.

## Geschichte
Die Band wurde 2012 von den ehemaligen Mitgliedern der kurz zuvor aufgelösten Gruppe Herbstrock, Anna Müller und Paul Wallner gegründet. Erste Soundschnipsel auf Soundcloud erregten die Aufmerksamkeit von Oliver Koletzki vom Berliner Independent-Label Stil vor Talent, der die Band unter Vertrag nahm. Es folgte ein Auftritt auf dem Melt Festival, der die Band bekannt machte. 2012 erschien HVOBs erste Extended Play Dogs. Diese erreichte Platz 4 der Beatport-Charts. Danach erschienen vier weitere EPs sowie das selbstbetitelte Debütalbum. Weitere Auftritte, unter anderem auf dem Donaufestival in Krems an der Donau und im europäischen Ausland folgten.
Ende 2012 wurde der Titel Dogs in einem Werbevideo des libanesisch-französischen Designers Elie Saab für seine In Store-Kollektion 2013 verwendet.
2013 wurde die Band auf Platz 2 in der Kategorie „Top-Liveacts des Jahres“ im DeBug-Leserpoll gewählt. Im selben Jahr erreichten sie eine Top-15-Platzierung in den US-Billboard-Charts „Next Big Sound“.
Im Jahr 2014 war die Band für den Amadeus Austrian Music Award in der Kategorie Electronic/Dance nominiert. Die Band lehnte im Vorfeld ihre Nominierung ab. Insbesondere störte das Duo die Partnerschaft mit dem privaten Radiosender KroneHit, der den Preis präsentiert. Das Duo erklärte in einer Offenen E-Mail über Facebook, es wolle keinen „Preis in einer Kategorie bekommen, die ihre wichtigste Aufgabe darin sieht, die plumpsten Marketingbedürfnisse eines (und zwar eines unserer Meinung nach alles andere als geeigneten) Partners – zumal ungefragt – auf den Rücken österreichischer Bands zu befriedigen.“
Seit seiner Gründung trat HVOB u. a. auf dem Berlin Festival, dem South by Southwest (SXSW) in Texas, dem Fusion Festival in Mecklenburg-Vorpommern, dem Melt! Festival, dem Cape Town Electronic Music Festival (CTEMF) in Kapstadt, dem Amsterdam Dance Event (ADE), dem FM4 Frequency Festival in Österreich und dem Burning Man in Nevada auf. Die Band spielte weltweit Konzerte in über 30 Ländern – darunter Indien, China, Südafrika und den Vereinigten Staaten.
2014 komponierte und produzierte Müller die gesamte Filmmusik der Kinodokumentation Attention – A Life in Extremes. Sie war damit für den Österreichischen Filmpreis 2015 in der Kategorie „Beste Musik“ nominiert.
Im April 2015 wurde die Band von der britischen Tate Gallery of Modern Art eingeladen, ein Bild musikalisch zu vertonen.
Am 17. April 2015 veröffentlichte das Duo sein zweites Album. Es ist ein Kunstprojekt und trägt den Namen „Trialog“. Für ihr neues Album haben HVOB gemeinsam mit den VJs lichterloh und dem bildenden Künstler Clemens Wolf zehn Trialoge der Disziplinen Sound, Video und Installation entwickelt. Die gemeinsame Arbeit erzeugt über die Vielzahl der gegenwirkenden Momente, Verweise, Inspirationen und Assoziationen eine künstlerische Dichte, die das Album zum Gesamtkunstwerk macht. Thema sind zehn Prozesse, natürlich vorkommende Abläufe, deren Verlauf interagierend auf drei künstlerischen Ebenen dokumentiert wird: So bilden die Audio- und Video-Aufnahmen der zehn von Clemens Wolf inszenierten Prozesse des Zerbrechens, Schmelzens, Biegens, Mischens, Zerplatzens, Implodierens, Verbrennens, Oxidierens, Ätzens und Zerbrechens die Basis der Texte und Sounds der HVOB-Tracks, der Covers und der lichterloh-Visuals und Musikvideos. Demnach hat das Album zehn Titel.

## Stil
Musikalisch bewegt sich das Duo zwischen Techno und Electronica, wobei HVOB ihre Lieder eher minimalistisch halten und eine melancholische Atmosphäre entfalten.

## Diskografie

### Studioalben
| Jahr | Titel Musiklabel        | Höchstplatzierung, Gesamtwochen, AuszeichnungChartplatzierungen (Jahr, Titel, Musiklabel, Platzierungen, Wochen, Auszeichnungen, Anmerkungen) | Höchstplatzierung, Gesamtwochen, AuszeichnungChartplatzierungen (Jahr, Titel, Musiklabel, Platzierungen, Wochen, Auszeichnungen, Anmerkungen) | Höchstplatzierung, Gesamtwochen, AuszeichnungChartplatzierungen (Jahr, Titel, Musiklabel, Platzierungen, Wochen, Auszeichnungen, Anmerkungen) | Anmerkungen                                              |
| Jahr | Titel Musiklabel        | AT | DE | CH | Anmerkungen                                              |
| ---- | ----------------------- | --- | --- | --- | -------------------------------------------------------- |
| 2013 | HVOB Stil vor Talent    | — | — | — | Erstveröffentlichung: 8. März 2013                       |
| 2015 | Trialog Stil vor Talent | AT10 (3 Wo.)AT | DE73 (1 Wo.)DE | CH36 (1 Wo.)CH | Erstveröffentlichung: 17. April 2015                     |
| 2017 | Silk Tragen Records     | AT48 (1 Wo.)AT | — | — | Erstveröffentlichung: 24. März 2017 mit Winston Marshall |
| 2019 | Rocco PIAS              | AT9 (2 Wo.)AT | DE78 (1 Wo.)DE | CH62 (1 Wo.)CH | Erstveröffentlichung: 15. März 2019                      |
| 2022 | Too PIAS                | AT26 (1 Wo.)AT | DE64 (1 Wo.)DE | — | Erstveröffentlichung: 8. April 2022                      |

### Livealben
| Jahr | Titel Musiklabel      | Höchstplatzierung, Gesamtwochen, AuszeichnungChartplatzierungen (Jahr, Titel, Musiklabel, Platzierungen, Wochen, Auszeichnungen, Anmerkungen) | Höchstplatzierung, Gesamtwochen, AuszeichnungChartplatzierungen (Jahr, Titel, Musiklabel, Platzierungen, Wochen, Auszeichnungen, Anmerkungen) | Höchstplatzierung, Gesamtwochen, AuszeichnungChartplatzierungen (Jahr, Titel, Musiklabel, Platzierungen, Wochen, Auszeichnungen, Anmerkungen) | Anmerkungen                         |
| Jahr | Titel Musiklabel      | AT | DE | CH | Anmerkungen                         |
| ---- | --------------------- | --- | --- | --- | ----------------------------------- |
| 2021 | Live in London Tragen | AT34 (1 Wo.)AT | — | — | Erstveröffentlichung: 12. März 2021 |

### EPs
- 2012: Dogs (12", Stil vor Talent)
- 2013: Lion (12", Stil vor Talent)
- 2013: Always Like This (12", Stil vor Talent)
- 2013: Jack (12", Stil vor Talent)
- 2014: Window (12", Stil vor Talent)
- 2015: Azrael / Ghost (12", Stil vor Talent)
- 2015: Tender Skin / The Anxiety to Please (12", Stil vor Talent)
- 2018: Eraser / Zinc (12'', [PIAS])